# Гончарівка (Воронезька область)
Гончарівка (рос. Гончаровка) — село у Підгоренському районі Воронезької області Російської Федерації.
Населення становить 776 осіб. Входить до складу муніципального утворення Гончаровське сільське поселення.

## Історія
Населений пункт розташований у історичному регіоні Чорнозем'я. Від 1928 року належить до Підгоренського району, спочатку в складі Центрально-Чорноземної області, а від 1934 року — Воронезької області.
Згідно із законом від 15 жовтня 2004 року входить до складу муніципального утворення Гончаровське сільське поселення.

## Населення
| 2010 | 2012 | 2013 | 2014 | 2015 | 2016 | 2017 |
| ---- | ---- | ---- | ---- | ---- | ---- | ---- |
| 907  | ↘886 | ↘878 | ↘849 | ↘822 | ↘815 | ↘798 |
| 2018 |      |      |      |      |      |      |
| ↘776 |      |      |      |      |      |      |